# Виселківський район
Висілківський (Виселківський) район — муніципальна одиниця в Краснодарському краї. Районний центр — станиця Висілки.

## Історія
Згідно з постановою від листопада 1934 р. Пленуму ЦК партії про районування держави Азово-Чорноморський крайвиконком рішенням від 28 грудня 1934 року про зменшення території деяких районів затверджує Виселківський район з центром — станиця Висілки. 11 лютого 1963 року рішенням крайвиконкому з метою збільшення території деяких районів Виселківський район був скасований, а його територія увійшла до складу Тихорєцького і Усть-Лабинського сільських районів. 4 березня 1964 року територія, що увійшла до Тихорєцького району, була передана до Корєновського району. Оскільки райони виявились незграбними, указом від 30 грудня 1966 року в краї серед восьми районів був відновлений Виселківський в колишніх межах.
З 1 січня 1967 року знову утворений Виселківський район Указом Президіума Верховної Ради Російської Федерації від 30 грудня 1966 р. Його межі змінились — Журавський і Новоберезанський селищні ради відійшли до Корєновського району.

## Географія
Площа району становить 1 740 км². Район розташований в центральній частині Прикубанської рівнини, знаходиться в центрі Краснодарського краю. Район межує на півночі — з Павловським, на півдні — з Усть-Лабинським, на сході — з Тбіліським і Тихорєцьким, на заході — з Брюховецьким і Корєновським районами. Річки —Журавка и Бейсуг з притоками.

## Населення
Населення району становить 60 239 осіб (2002), все населення сільське. Основні національності: росіяни- 92 %, українці- 3 %, вірмени — 1,5 %, інші — 3,5 %.

## Адміністративний поділ
Район складається з 10 поселень:
- Бейсуг
- Бейсужек Вторий
- Березанська
- Бузиновська
- Виселкі
- Газирь
- Іркліївська
- Крупська
- Новобейсузька
- Новомалоросійська

Всього на території району знаходиться 25 населених пункти.

## Транспорт
Головні транспортні магістралі — залізниця Краснодар-Тихорєцьк-Сальськ, автомобільна дорог Краснодар- Павловська.

## Економіка
Економіка базується на сільському господарстві й сільгосппереробці. На території району 11 сільгосппідприємств, 524 селянських (фермерських) господарств, 2 промислових підприємства харчової галузі.